# فرودگاه مک‌گرگور
فرودگاه مک‌گرگور (به انگلیسی: MacGregor Airport) یک فرودگاه همگانی است که یک باند فرود چمن دارد و طول باند آن ۷۱۶ متر است. این فرودگاه در کشور کانادا قرار دارد و در ارتفاع ۲۹۰ متری از سطح دریا واقع شده است.